# Rothmaleria
Rothmaleria je monotipski rod glavočika smješten u podtribus Cichoriinae. Jedina vrsta je R. granatensis, endem iz Španjolske pokrjine Andaluzije sa Sierra Nevade.